# Lista över insjöar i Upplands Väsby kommun
Detta är en lista över sjöar i Upplands Väsby kommun baserad på sjöns utloppskoordinat. Om någon sjö saknas, kontrollera grannkommunens lista eller kategorin Insjöar i Upplands Väsby kommun.

## Lista
| Namn       | Koordinat                                     | Sjöid         | VYID          | Yta (km²) | Strandlinje (km) | Höjd (m) | Maxdjup (m) | Volym (m³) | HARO  | Natura 2000 |
| ---------- | --------------------------------------------- | ------------- | ------------- | --------- | ---------------- | -------- | ----------- | ---------- | ----- | ----------- |
| Edssjön    | 59°30′07″N 17°52′37″Ö / 59.50203°N 17.87681°Ö | 660010-161773 | 659979-161732 | 0,945     | 5,74             | 3        |             |            | 61000 |             |
| Fjäturen   | 59°27′40″N 17°59′28″Ö / 59.46102°N 17.99109°Ö | 659607-162388 | 659543-162394 | 0,49      | 3,37             | 5,9      | 9,1         |            | 61000 |             |
| Oxundasjön | 59°33′06″N 17°52′04″Ö / 59.55156°N 17.86783°Ö | 660637-161566 | 660529-161664 | 1,5       | 9,9              | 0,1      |             |            | 61000 |             |